# كلية براسينوز
كلية براسينوز ( BNC ) هي إحدى الكليات التابعة لجامعة أكسفورد في المملكة المتحدة. بدأت بقاعة براسينوز في القرن الثالث عشر، قبل أن تُؤسس ككلية عام 1509. أُضيفت المكتبة في منتصف القرن السابع عشر، والساحة الجديدة في أواخر القرن التاسع عشر وأوائل القرن العشرين.
في عام 2020-2021، احتلت جامعة براسينوز المركز الرابع في جدول نورينجتون (مقياس غير رسمي للأداء في امتحانات الدرجات الجامعية).  في استطلاع حديث أجرته مؤسسة أكسفورد بارومتر، سجل طلاب جامعة براسينوز الجامعيون نسبة رضا إجمالية بلغت 98%في السنوات الأخيرة.

## التاريخ

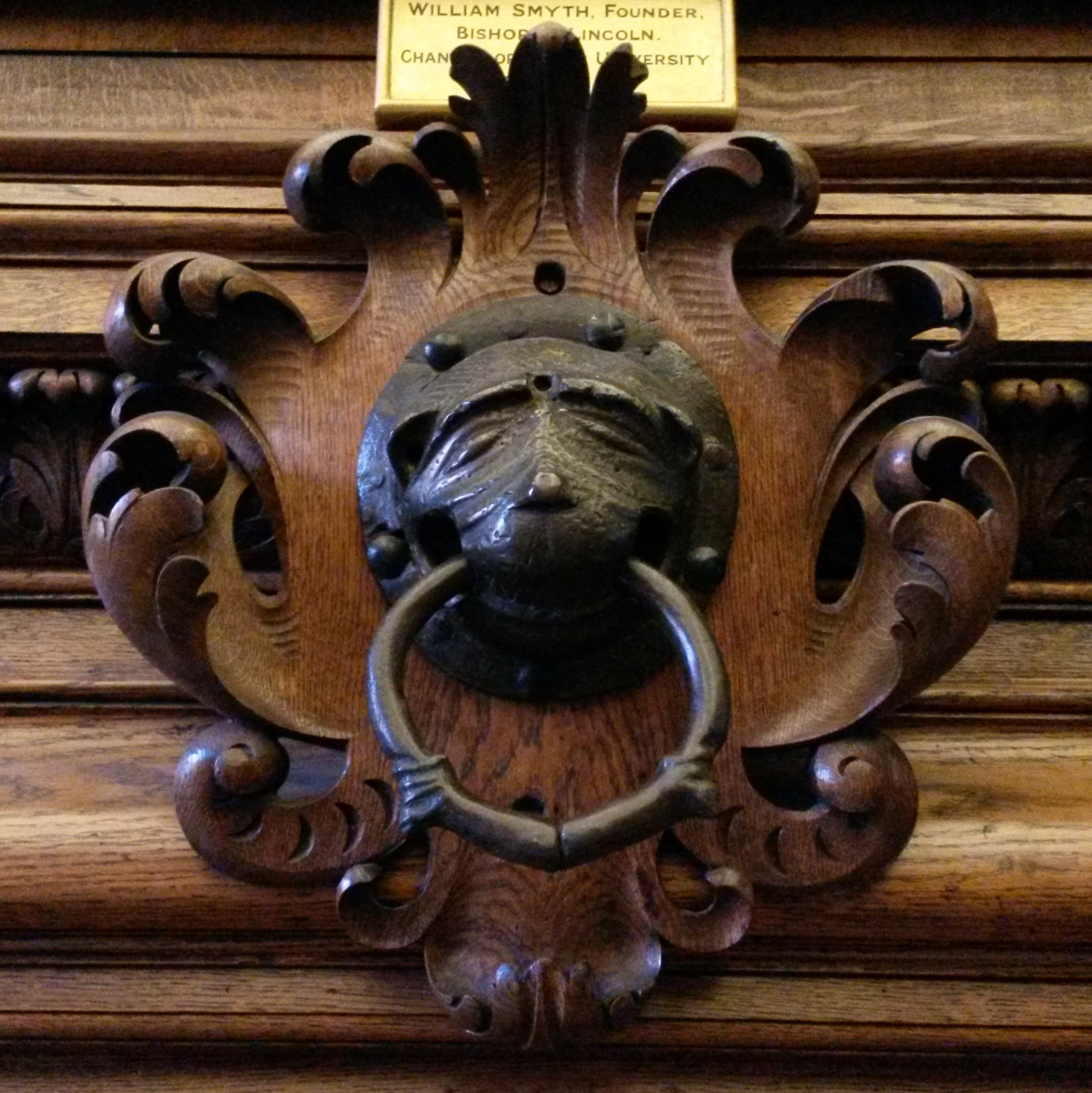
مقبض الباب الأصلي، معلق الآن في قاعة الطعام بالكلية. (توجد نسخة منه على باب في مدرسة ستامفورد .)

### البداية
يعود تاريخ كلية براسينوز، أكسفورد إلى عام 1509، عندما تأسست الكلية في موقع قاعة براسينوز، وهي من العصور الوسطى ذُكر اسمها لأول مرة في عام 1279. ويُعتقد أن اسمها مشتق من اسم مطرقة نحاسية أو برونزية كانت تزين باب القاعة.

### القرن التاسع عشر

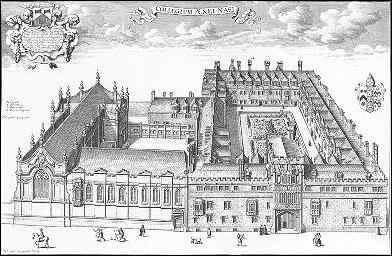
رسم توضيحي لبراسينوز في عام 1674

بعد عام 1785 ازدهرت الكلية تحت قيادة المدير ويليام كليفر. تضاعف دخلها بين عامي 1790 و1810  وحققت نجاحًا أكاديميًا كبيرًا.

### أوائل القرن العشرين
فقدت جامعة براسينوس 115 رجلاً في الحرب العالمية الأولى (بما في ذلك ربع عام 1913)، مع انخفاض أعداد الطلاب الجامعيين بشكل كبير.
تم تطبيق إصلاحات اللورد كرزون بعد الحرب بنجاح. وتميزت فترة ما بين الحربين بويليام ستاليبراس ، الذي هيمن على الحياة الجامعية بصفته زميلًا ثم مديرًا لها (حتى عام 1948). وعادت براسينوز لتخرج رياضيين من الطراز الرفيع - لاعبو كريكيت ومجدفون وغيرهم.
بعد الحرب، تراجعت الإنجازات الرياضية. لكن النجاح الأكاديمي لم يتحسن بشكل كبير، في لكن هي الآن إحدى أكبر كليات أكسفورد.

### منذ عام 1970
شهدت سبعينيات القرن العشرين تغييرًا كبيرًا في براسينوز، مع زيادة عدد أعضاء الدراسات العليا وعدد أقل من الموظفين. في عام 1974، أصبحت براسينوز واحدة من أوائل الكليات الرجالية التي تقبل النساء كأعضاء كاملين، مما أنهى 470 عامًا من الكلية كمؤسسة للرجال فقط. كانت الكليات الأخرى التي كانت في السابق مخصصة للذكور فقط والتي بدأت في قبول النساء في عام 1974 هي كلية جيسوس وهيرتفورد وسانت كاترين ووادهام.
كان هناك أيضًا قدر كبير من المباني لضمان إمكانية إيواء الطلاب الجامعيين طوال فترة دراستهم في الموقع الرئيسي. وقد تحقق هذا الهدف أخيرًا في عام 1997.
اعتبارًا من عام 2022، تقبل الكلية طلابًا جامعيين في معظم الدورات الرئيسية في 17 مجموعة في العلوم والعلوم الإنسانية والعلوم الاجتماعية والفنون.